# Энрике Мануэль де Вильена
Энрике Мануэль де Вильена (исп. Enrique Manuel de Villena; ок. 1337 — ок. 1414) — кастильский дворянин, 1-й граф Сея, 1-й сеньор Кашкайш, Оэйраш и Синтра, 2-й сеньор Монтеалегре, 1-й сеньор Бельмонте и Менесес. Советник королей Кастилии Хуана I, Энрике III и Хуана II.

## Биография
Внебрачный сын дона Хуана Мануэля, принца Вильены (1282—1348), и Инес де Кастанеда, дочери Диего Гомеса де Кастаньеда, 1-го сеньора Ормазаса и Седано, и Хуана Фернандес де Гусман. Он был сводным братом двух королев: Констанции Мануэль (которая вышла замуж за короля Португалии Педру I) и Хуаны Мануэль, жены короля Кастилии Энрике де Трастамара и матери его преемника короля Кастилии Хуана I.

## Отношения с коронами Кастилии и Португалии
Он сопровождал свою сестру Констанцу в Португалию на её свадьбу, отпразднованную в 1340 году, с Педру I и оставался там после смерти королевы Констанцы в 1349 году. К 1381 году он упоминается с титулами графа Сея.
Его племянник, король Португалии Фернанду I, пожаловал ему замок Шавиш, права на Фонтес и Сан-Мартинью-де-Моруш, сеньорию Ламаш-де-Орельян, Орилье и Каштелу и сеньорию Кашкайш, но он не появляется под титулом графа Синтры, как предполагают некоторые авторы, хотя в документах он фигурирует как старший алькайд Синтры.
В 1383 году португальский король Фернанду I умер, не оставив детей мужского пола, унаследовавших корону. Его единственной дочерью была инфанта Португалии Беатрис, вышедшая замуж за короля Кастилии Хуана I, которая умилостивила устремления кастильского короля по королевству Португалия. Именно Энрике Мануэль де Вильена, когда стало известно о смерти короля Фернанду I, провозгласил Беатрис королевой в Лиссабоне.
Позже, после битвы при Алжубарроте и кортесов 1385 года, Жуан, магистр Ависского ордена и внебрачный сын короля Португалии Педру I, был провозглашен королем Португалии и правил как Жуан I. После смерти короля Фернанду Энрике Мануэль сначала поддержал дело кастильцев, а его земли в Лафоэнсе были конфискованы и переданы в 1384 году Мартину Васкесу де Акунья. В апреле 1385 года он перешел на другую сторону и оказался на службе у нового короля Хуана I, о чем свидетельствует дар монарха Энрике нескольких домов в Лиссабоне и нескольких загородных домов в Синтре для него и его потомков.
Уже на следующий год, в 1386 году, Энрике Мануэль находился на службе у своего зятя, короля Кастилии, наставником которого он был, так как в том же году он получил сеньории Монтеалегре, Менесес-де-Кампос и Бельмонте в компенсацию за его потери. Будучи уже в Кастилии, он был членом Королевского совета и был тем, кто «принял присягу Фернандо де Антекера в конституции регентства». Он был при дворе Гвадалахары в 1408 году и был стюардом Леонор де Альбуркерке, королевы Арагона.

## Брак и потомство
Энрике Мануэль женился до 1365 года на Беатрис де Соуза, дочери Педро Альфонсо де Соуза и Эльвиры Яньес де Новоа, или Мартина Альфонсо де Соуза и Марии Гонсалес де Соуза, или, с дополнительными документальными свидетельствами, Руи Васкеса Рибейро, 3-го сеньора Соальяйнша, и его второй женыа Маргариды Соуза. В списке покровительниц монастыря Грихо (1365 г.) значится Маргарида де Соуза, без указания мужа, с дочерью Беатрис «que cassou com Anrique Manuel». У супругов было трое детей:
- Педро Мануэль де Вильена (умер ок. 1469), наследовавший своему отцу, стал 3-м сеньором Монтеалегре и 2-м сеньором Менесес и Бельмонте, женился на Хуане Манрике де Лара, дочери Гомеса Манрике де Лара, 1-го сеньора де Рекена, и Санча де Рохас-и-Гевара.
- Маргарита Мануэль де Вильена, замужем за Диего Гарсия де Толедо-и-Барросо, сеньором Мехорады, Магана, Сегурильи и Серверы. После того, как она овдовел, у неё родился сын от констебля Альваро де Луна по имени Педро де Луна-и-Мануэль, который был сеньором Фуэнтидуэнья.
- Бланка Мануэль де Вильена (ок. 1380 — после 1438), старшая горничная супруги португальской королевы Филиппы Ланкастерской около 1407 года, вышла замуж в 1399 году за Руя Васа Коутиньо, сеньора Феррейра де Авес, сыном Васко I Фернандеша Коутиньо, и его жены Беатрис Гонсалвеш де Моура. В результате этого первого брака родилось трое детей.

У него были и другие дети, хотя неизвестно, были ли они законными или внебрачными:
- Леонор Мануэль де Вильена, замужем за Антонио де Кардона
- Инес Мануэль де Вильена, замужем за Иньиго Лопесом де Мендосой
- Фернандо Мануэль де Вильена, женат на Менсиа Родригес де Фонсека, сопровождал свою тетю королеву Констанцу в Португалии, участвовал в битве при Альжубарроте, а позже жил в Кастилии.
- Изабель Мануэль, была фрейлиной королевы Португалии Беатрикс и вышла замуж за Нуньо Фернандеса, бухгалтера королевы
- Хуан Мануэль де Вильена, мэр Портокарреро, 1-й сеньор Челес, женат на Менсиа Суарес де Сеабра.